# Sunnyside (Washington)
Sunnyside es una ciudad ubicada en el condado de Yakima en el estado estadounidense de Washington. En el año 2000 tenía una población de 13.905 habitantes y una densidad poblacional de 903,6 personas por km².

## Geografía
Sunnyside se encuentra ubicada en las coordenadas 46°19′15″N 120°0′44″O / 46.32083, -120.01222.

## Demografía
Según la Oficina del Censo en 2000 los ingresos medios por hogar en la localidad eran de $27.583, y los ingresos medios por familia eran $28.304. Los hombres tenían unos ingresos medios de $25.187 frente a los $25.779 para las mujeres. La renta per cápita para la localidad era de $10.366. Alrededor del 34,5% de la población estaban por debajo del umbral de pobreza.